# PortAventura Caribe Aquatic Park
PortAventura Caribe Aquatic Park es un parque acuático abierto en 2002 ubicado en el resort PortAventura World. Ocupa una superficie de 5 hectáreas.

## Historia
Caribe Aquatic Park, anteriormente Costa Caribe, es un parque acuático con ambientación caribeña; con cascadas, piscinas de arena, zonas verdes, palmeras y un galeón pirata tripulado por los personajes de Barrio Sésamo.
Situado en la Costa Daurada, el parque tiene una extensión de 50 000m², entre los que encontramos 16 atracciones, 4 restaurantes y dos tiendas.
Caribe Aquatic Park se inauguró el 2002, siendo el segundo de los tres parques que conforman PortAventura World. En 2013 se realiza una ampliación, llegando a los 50 000m² actuales. A mediados de temporada, finales, se anuncian las novedades 2013 para el parque acuático: un tobogán de 31 metros (12 pisos), el más alto de Europa[cita requerida] y una pequeña área temática ambientada en Barrio Sésamo... Además, al contar ahora con estas novedades, el parque pasó a llamarse “Costa Caribe Aquatic Park”.
Desde que Universal se convirtió en el máximo accionista de PortAventura, siempre tuvo la idea de crear un complejo turístico de verano en el parque. El año 2002 esto se cumplió, y pasó de llamarse Universal's Port Aventura a Universal Mediterrànea, con dos parques y tres hoteles. En principio, el parque se llamó Portaventura Caribe, pero cuando Universal salió del accionariado (2004), La Caixa decidió cambiar el nombre por el de Caribe Aquatic Park. A partir del 2010, coincidiendo con el 15° aniversario del parque temático PortAventura, el parque acuático pasó a decirse PortAventura Aquatic Park y Costa Caribe Aquatic Park coincidiendo con la ampliación de 14 000m del complejo.

## Información del parque
Está dividido fundamentalmente en dos zonas, Zona en pista cubierta y Zona Exterior. El parque está abierto durante los meses de verano, pudiendo acceder con la entrada individual o con el pase anual Explorer o Discoverer.

## Atracciones
- Bahama Beach: zona de descanso con hamacas, alrededor de la piscina.
- Barracudas: en su punto más alto de la torre, hay dos toboganes, un verde y el otro azul, donde puedes ir con flotador de 1 o de 2, y competir con tus amigos. Está formado por curvas muy peraltadas.
- Cayo Cookie: fuentes situadas en el suelo que mojan con chorros de agua.
- Ciclón Tropical: tobogán de agua multibump de 100 metros de longitud y 19,64 metros de altura.
- El Galeón Pirata: barco pirata tematizado con los personajes de Barrio Sésamo, y del cual salen toboganes infantiles.
- King Khajuna: tobogán acuático más alto de Europa, con 31 metros de altura y 55 grados de inclinación, en el cual se alcanza una velocidad de 6 metros por segundo
- La Laguna de Woody: triciclos acuáticos, cañones... Y un cubo gigante que se llena de agua y después da la vuelta para mojar a todos los visitantes de la laguna.
- Mambo Limbo: del primer piso de la torre salen dos toboganes sin flotador que se entrecruzan. Está compuesto por curvas cerradas y alguna bajada.
- Playa Paraíso: piscina para adultos con camas de agua.
- Rapid Race: tobogán blando con 6 pistas por las cuales hay que tirarse sobre una alfombra trineo.
- El Río Loco: es un río lento que rodea El Triángulo de las Bermudas en un río lleno de cascadas, géiseres... Se puede entrar desde muchos puntos y dar las vueltas que se quiera.
- Sésamo Beach: piscina infantil tematizada con los personajes de Barrio Sésamo.
- El Tifón: dos toboganes de 12 metros de altura totalmente a oscuras y sin flotador. Un tobogán es verde y el otro amarillo.
- El Torrente: promocionada como atracción estrella del parque, son unos rápidos de hasta 5 personas en una barca. Tiene muchas curvas cerradas y bajadas pronunciadas. En muchos momentos sentirás como saliendo volante. Además, viajar de espaldas puede ser tu máxima experiencia.
- El Triángulo de las Bermudas: situada en el centro del parque, es una piscina de olas de hasta un metro.
- Zona Indoor: zona cubierta del parque, en la cual hay una piscina gigante con un hidroavión sobre ella, que echa agua cuando menos te lo esperas y zona de juegos infantiles ambientada en un barco, del cual salen toboganes.

## Restaurantes
Además de muchos puestos, los más importantes son:
- Focacceria: venta de focaccias en zona exterior.
- Reggae Café: zona exterior con música jamaicana.

## Curiosidades
- El Torrente tiene un recorrido de más de 200 metros.
- El Río Loco tiene casi 1500 metros de longitud.
- El cartel del restaurante Reggae Café es el más grande de todo PortAventura Caribe Aquatic Park y pesa 1 tonelada.
- Hay 43 000 plantas tropicales y 300 palmeras.
- Existen más de 1000 consignas.
- En la Zona en pista cubierta hay 25 000 metros cúbicos de agua.
- Dispone de 4300 metros cuadrados de playas y 4700 metros cuadrados de piscinas y lagos.
- Fue el primer parque acuático hecho por Universal Studios.
- King Khajuna fue el tobogán más alto de Europa.
- En las Barracudas, si vas con el flotador de 2 personas, puedes pedir que te tiren hacia atrás.